# Bisdom Kannur
Het bisdom Kannur (Latijn: Dioecesis Kannurensis) is een rooms-katholiek bisdom met als zetel Kannur, in India. Het bisdom is suffragaan aan het aartsbisdom Verapoly. 

## Geschiedenis
Het bisdom werd opgericht op 5 november 1998, uit delen van het bisdom Calicut. 

## Parochies
Het bisdom had in 2021 een oppervlakte van 4.988 km2 en telde 3.254.577 inwoners waarvan 1,7% rooms-katholiek was.

## Bisschoppen
- Varghese Chakkalakal (5 november 1998 - 15 mei 2012; apostolisch administrator tot 23 maart 2014)
- Alex Joseph Vadakumthala (1 februari 2014 - heden)

Verapoly (aartsbisdom) · Calicut · Cochin · Kannur · Kottapuram · Sultanpet · Vijayapuram